# Schistidium cinclidodonteum
Schistidium cinclidodonteum là một loài Rêu trong họ Grimmiaceae. Loài này được (Müll. Hal.) B. Bremer mô tả khoa học đầu tiên năm 1980.